# Alexander Dickson

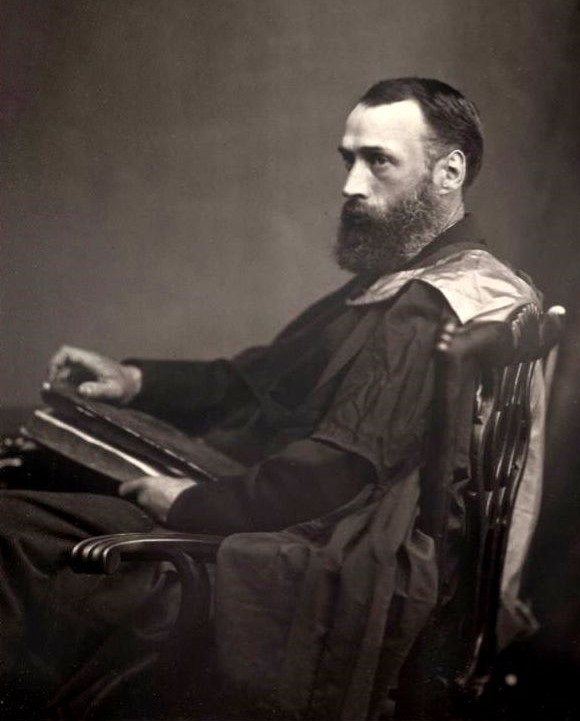
Alexander Dickson, 1871

Alexander Scott Dickson (* 21. Februar 1836 in Edinburgh; † 30. Dezember 1887 Peeblesshire) war ein schottischer Botaniker und Hochschullehrer.

## Leben
Alexander wurde in Edinburgh, als zweiter Sohn der acht Kinder des Rechtsanwalts und Landbesitzers David Dickson (1793–1866) und dessen Frau Jemima Pyper geboren. Die Familie entstammte einer langen Reihe von Ärzten und Rechtsanwälten. Zuerst privat unterrichtet besuchte der Junge die University of Edinburgh, wo er 1860 in Medizin abschloss. Er praktizierte kurz Medizin in Edinburgh. Als wohlhabender Mann konnte er es sich aber leisten, keine Erwerbstätigkeit ausführen zu müssen. Da er einige Papiere für die Transactions of the Edinburgh Botanical Society geschrieben hatte, wurde er 1862 an die University of Aberdeen berufen, um anstelle des erkrankten George Dickie Botanik zu unterrichten. Botanik war im 19. Jahrhundert über die Materia medica eng mit der Medizin verbunden und so war sein Werdegang nicht auffällig.
Dickson setzte seine Forschungen in Botanik und die Veröffentlichungen zur Morphologie von Pflanzen fort und wurde nach dem Tod Harveys, 1866, zum Professor für Botanik an die Universität Dublin berufen. 1868 berief ihn die University of Glasgow zum Regius Professor of Botany, und 1879 folgte Dickson John Hutton Balfour auf dem Regius Chair of Plant Science mit dem damals die Kuratur des Royal Botanic Garden Edinburgh und der Titel Regius Keeper of the Royal Gardens einherging.
Dickson erwies sich als zugänglicher und freundlicher Mensch, der äußerst erfolgreich seine Vorlesungen abhielt. Darüber hinaus war er ein exzellenter Zeichner, Feldbotaniker, ein fähiger Musiker der gälische Airs sammelte. Er war einer der bekanntesten schottischen Botaniker seiner Zeit und nur sein vorzeitiger Tod verhinderte größere Bekanntheit.
Dickson verstarb 1887 an Herzversagen während er als Teilnehmer eines Curling-Spiels in Peeblesshire weilte, wo er die Feiertage um den Jahreswechsel verbrachte.
Dicksons frühe Arbeiten befassten sich mit den reproduktiven Organen von Koniferen. Während seiner Zeit am Trinity College schrieb er fünf wissenschaftliche Arbeiten zur Phytotomie und zur Morphologie von Blüten. In späteren Arbeiten untersuchte er die zusätzlich die Embryogenese von Pflanzen und die Teratologie, über die er häufig publizierte. Seine wichtigsten Arbeiten veröffentlichte Dickson in seiner Zeit in Glasgow und Edinburgh.
Dicksons wichtigster Beitrag zur Botanik waren morphologische Arbeiten, die in damals wichtigen Zeitschriften wie den Transactions of the Edinburgh Botanical Society, Edinburgh New Philosophical Journal, Proceeding' and 'Transactions of Royal Society, Edinburgh, und dem Journal of Botany veröffentlicht wurden.
Die Universität Dublin ehrte Dickson mit einem M.D. ehrenhalber, Glasgow verlieh ihm ein LL.D. und die Royal Society of Edinburgh berief ihn zum Fellow. Zweimal wählte die Botanical Society of Edinburgh ihn zum Präsidenten.

## Ausgewählte Veröffentlichungen
- On the development of the flower: and especially the pistil in the caryophyllaceæ (1860) Dissertation
- On the staminal arrangements in some species of Potentilla and in Nuttalia cerasiformis; (1866) Transactions of the Botanical Society of Edinburgh, 8.
- On abnormal flowers in Tropceolum majus. (1866) Transactions of the Botanical Society of Edinburgh, 9.
- Notice of an abnormal leaf of Primus laurocerasus. (1867) Journal of Botany, 5.